# 馬自達Scrum
馬自達Scrum（日语：マツダ・スクラム）是由日本馬自達汽車自1989年起委託鈴木汽車以其「Carry」或「Every」車種貼牌生產的輕型商用貨卡車。因為馬自達在1990年代採取多品牌策略，曾冠上副品牌「Autozam」稱為Autozam Scrum。此外，這款車僅限於日本市場販售而已。
車名「Scrum」源自於橄欖球（rugby football）用語的轉化，期盼顧客和馬自達之間產生協調、緊連的關係。

## 歷史

### 第一代（1989年-1991年）
自從1989年Porter Cab停產後，馬自達並沒有打算自行製造後繼車，而是委託鈴木汽車貼牌生產，旅行車和廂型車以「鈴木Every」、卡車以「鈴木Carry」為藍本而製造，稱之為馬自達Scrum。
1989年 - 6月正式發售，旅行車和廂型車的開發代號為DH41，卡車則為DG41。動力來源為547c.c.直列三缸SOHC F5B型引擎，最大馬力34ps；亦可選擇F5B型渦輪增壓附中冷器，最大馬力52ps。頂級車型甚至有玻璃天窗，使得車室空間顯得開闊。
1990年 - 3月因應日本當局變更輕型車法規，改採657c.c.直列三缸SOHC F6A型引擎，最大馬力38ps；另有F6A型渦輪增壓附中冷器引擎，最大馬力58ps。此外，因應多品牌策略改掛「Autozam」的品牌，稱為Autozam Scrum。客車和廂型車的開發代號為DH51，卡車則為DG51。

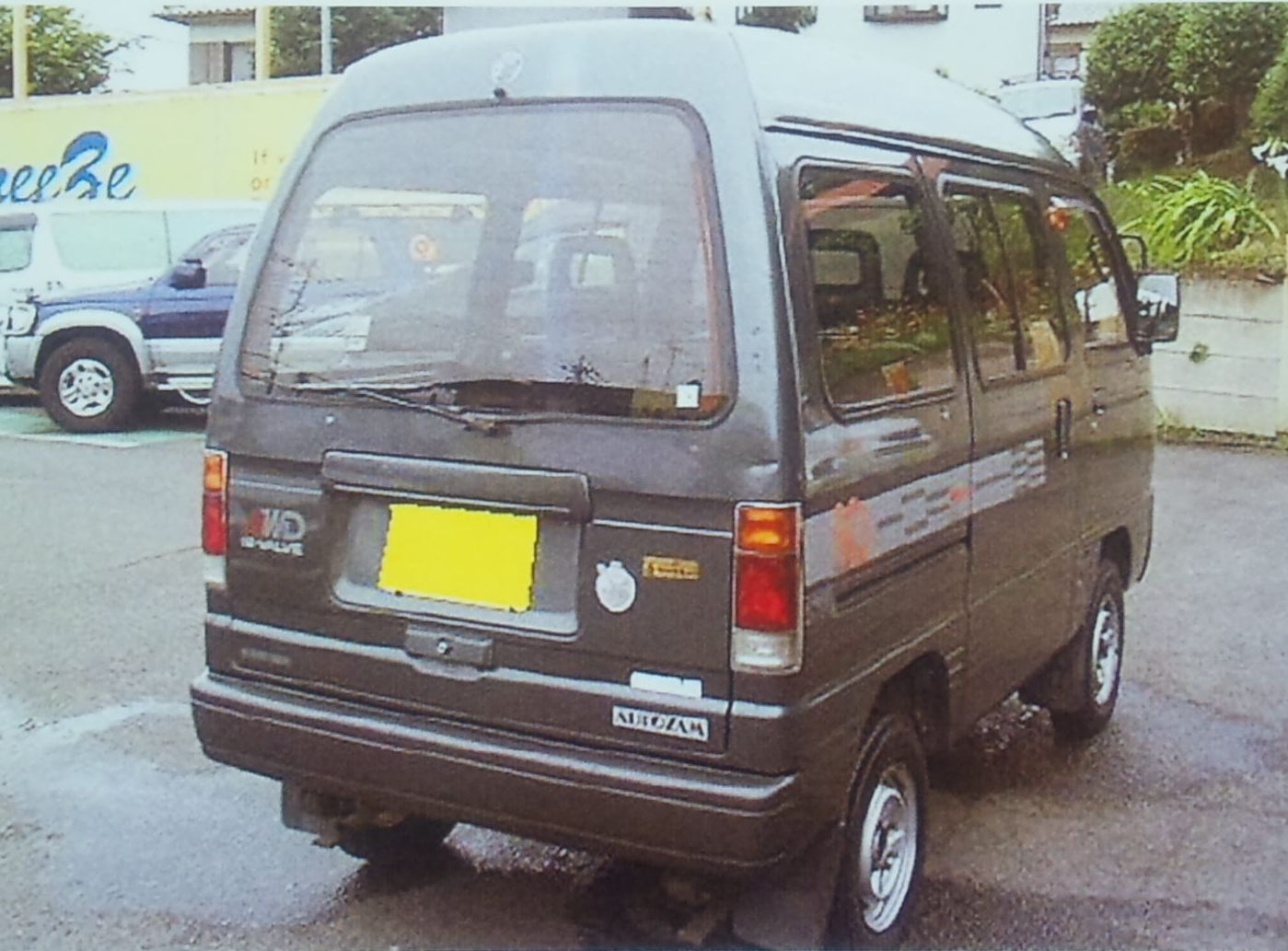
Autozam Scrum DH51型車尾
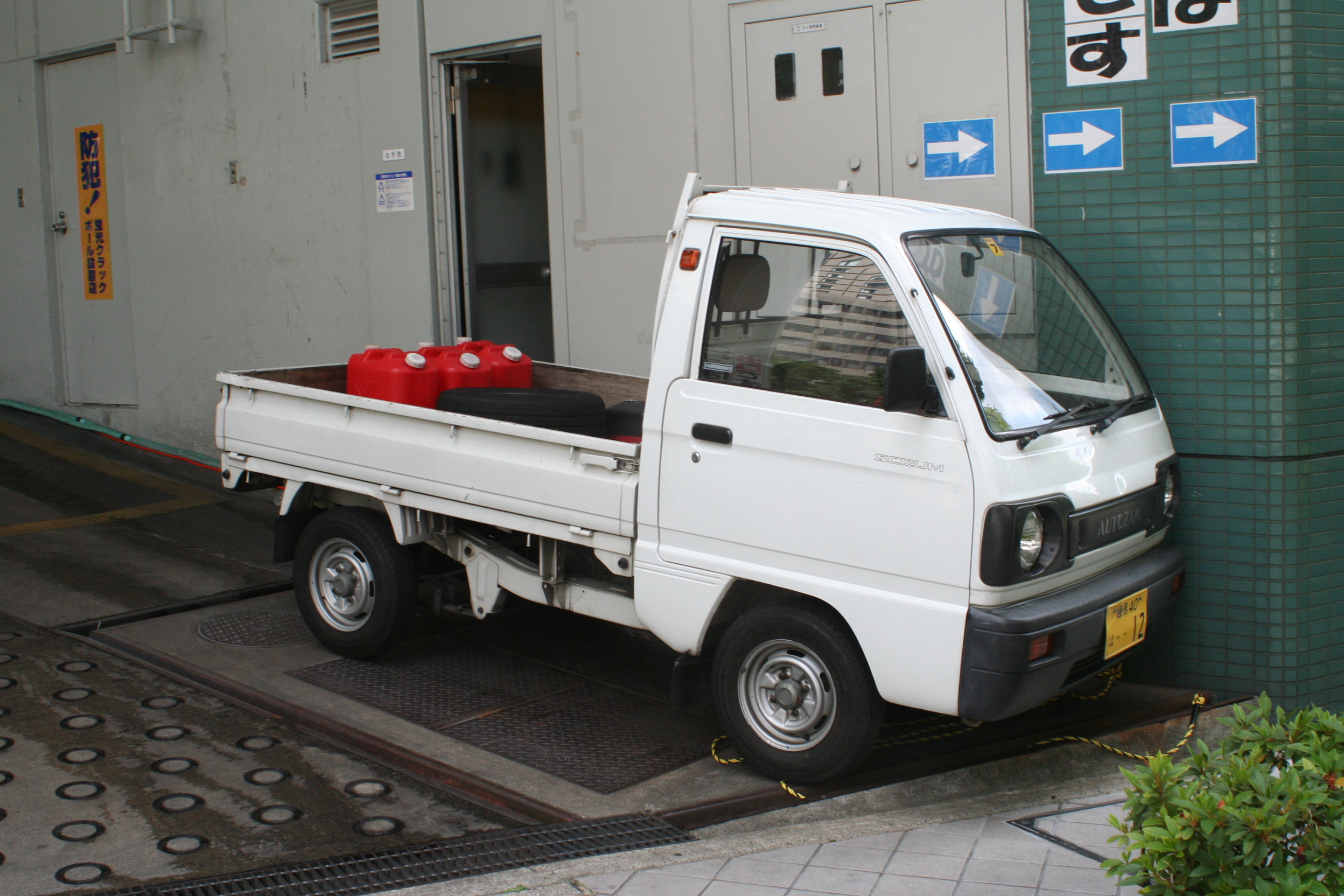
卡車款
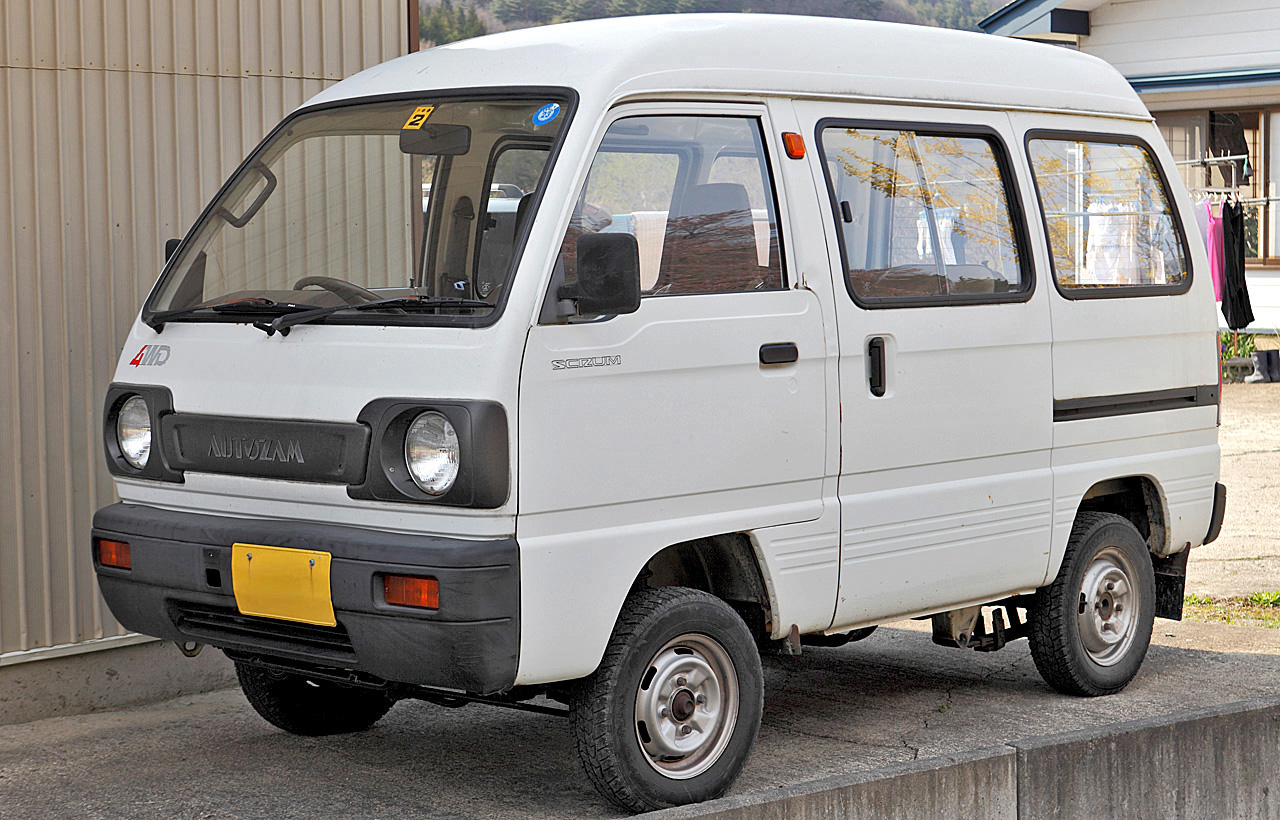
廂型車款

### 第二代（1991年-1999年）
1991年 - 10月進行大改款，動力來源區分成三種：
1. 657c.c.直列三缸SOHC F6A型引擎：最大馬力42ps。
2. 657c.c.直列三缸SOHC EPI F6A型引擎：最大馬力50ps。
3. 657c.c.直列三缸SOHC渦輪增壓附中冷器F6A型引擎：最大馬力61ps。

1997年 - 4月因多品牌策略失利，馬自達整合旗下所有副品牌，故車名改回馬自達Scrum。

#### 安全性召回
2010年2月鈴木汽車宣布召回日本國內總數達43萬輛左右的Every和馬自達Scrum，這批車輛於1995年至1999年之間製造，因空調系統出問題，恐怕導致火燒車的意外，因此召回檢修更換。

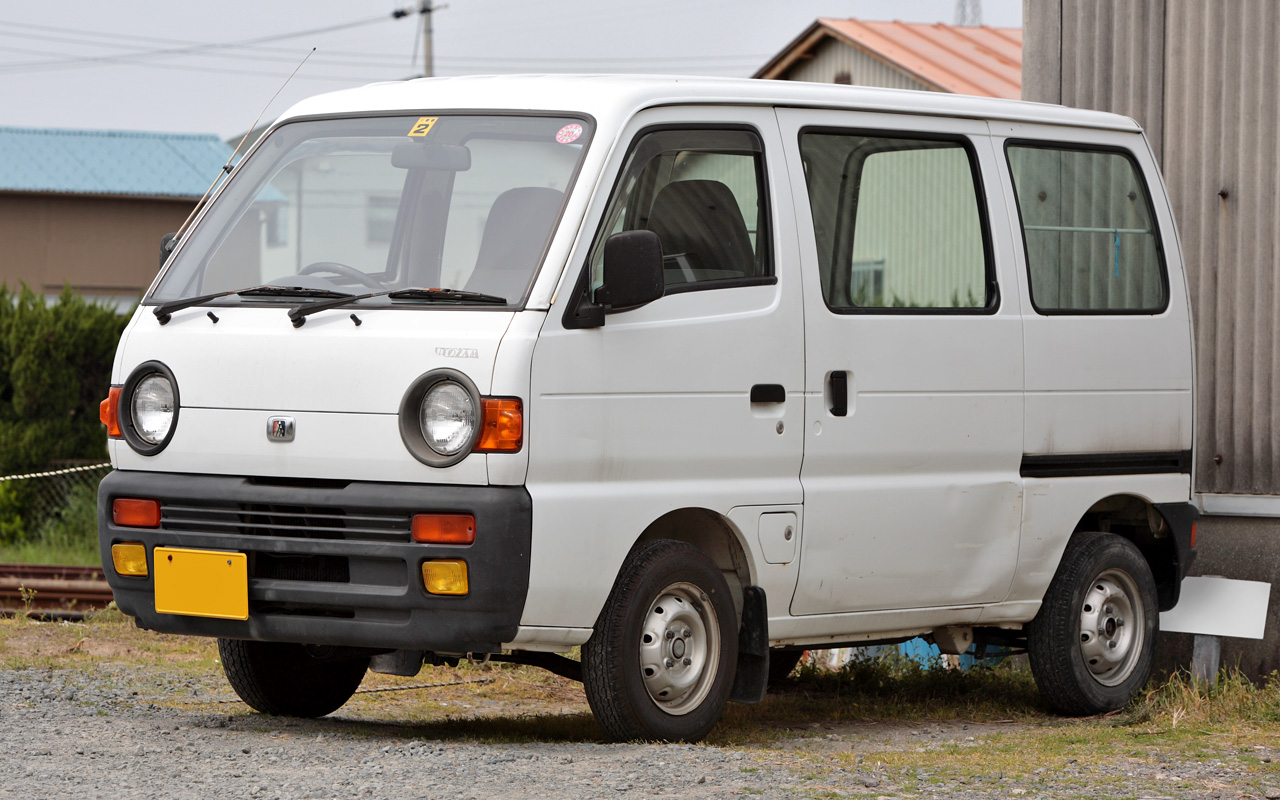
Autozam Scrum廂型車頭（前期型）
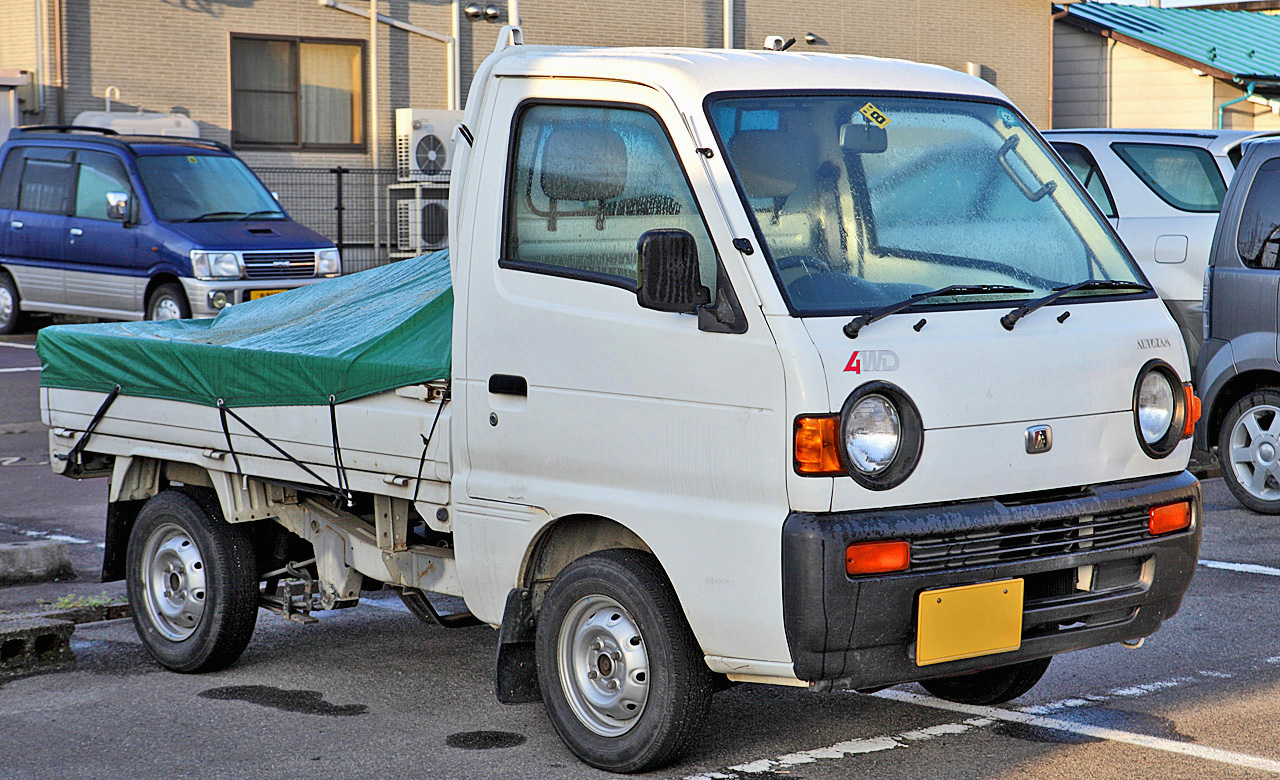
Autozam Scrum卡車頭（前期型）
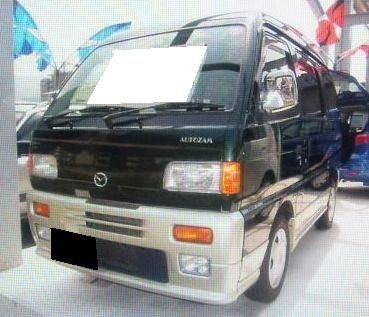
馬自達Scrum旅行車頭（後期型）
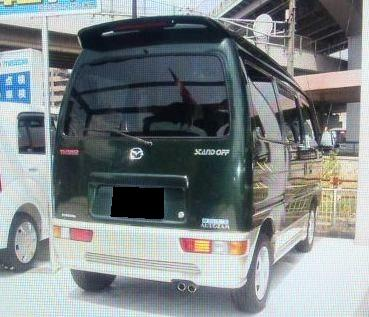
馬自達Scrum旅行車尾（後期型）

### 第三代（旅行車、廂型車：1999年-2005年，卡車：1999年-2013年）
1999年 - 1月19日大改款的第三代Scrum廂型車（車型代號：DG51）推出，外觀改頭換面將車頭改成半平頭式（semi cab over），且因為日本當局修改輕型車規範，而把車體尺碼加大。動力來源則有657c.c.直列三缸F6A型SOHC引擎、657c.c.直列三缸F6A型SOHC渦輪增壓引擎附中冷器等兩種選擇。
同年12月8日推出開發代號為DG52W的旅行車車型，後排座椅往後移動90mm，增加了乘坐空間。此外，重新調校引擎，提升動力輸出性能；改變引擎腳的位置與材質，降低行駛時的異音。
2000年 - 5月24日除KL車型將四輪ABS防鎖死煞車系統列為選購外，其餘車型將雙前SRS安全氣囊、四輪ABS防鎖死煞車系統、附預縮裝置的安全帶等列為標準配備，提升了安全性。此外，旅行車型也變更引擎蓋和前保險桿的造型設計。而旅行車外銷海外市場時，車名叫做馬自達Scrum Wagon。
2001年 - 3月發售「KU Special」特別限量車，包含空調系統、動力方向盤、間歇式雨刷、點煙器、車門邊上下車用把手、輔助把手等便利的配備。另外，亦可選購安全氣囊和四輪ABS防鎖死煞車系統。隨後在隔年亦改良了一些配備。
2002年 - 卡車車型小改款，加大貨斗面積，且距離地面之高度改為640mm（不過也有距離地面605mm的「KC低床」特殊車型）。此外將駕駛座座椅調整得更舒適，並新增車室內收納空間。改善引擎中、低速域之動力輸出，使得4WD車型的油耗表現提升。

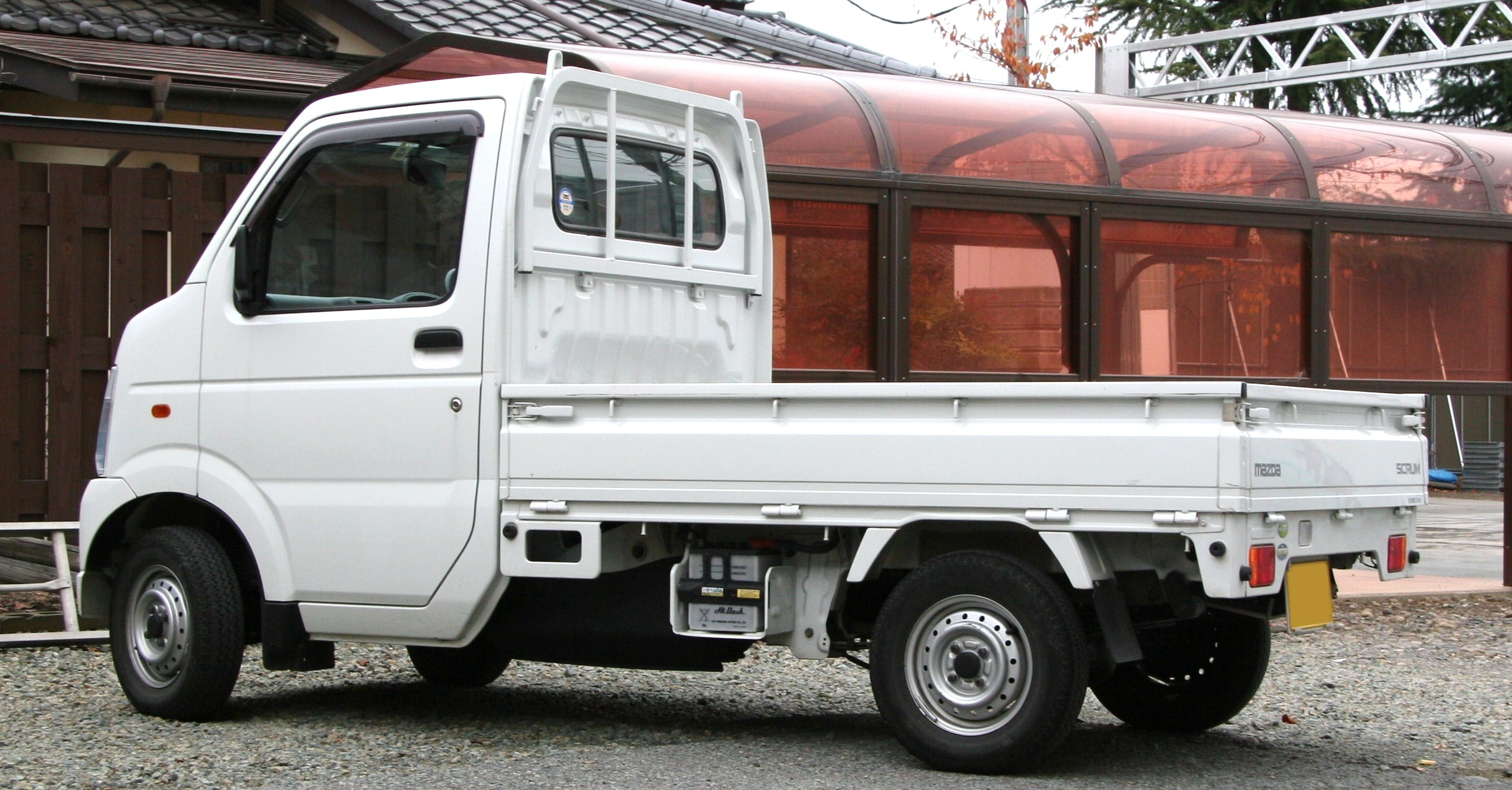
卡車車尾
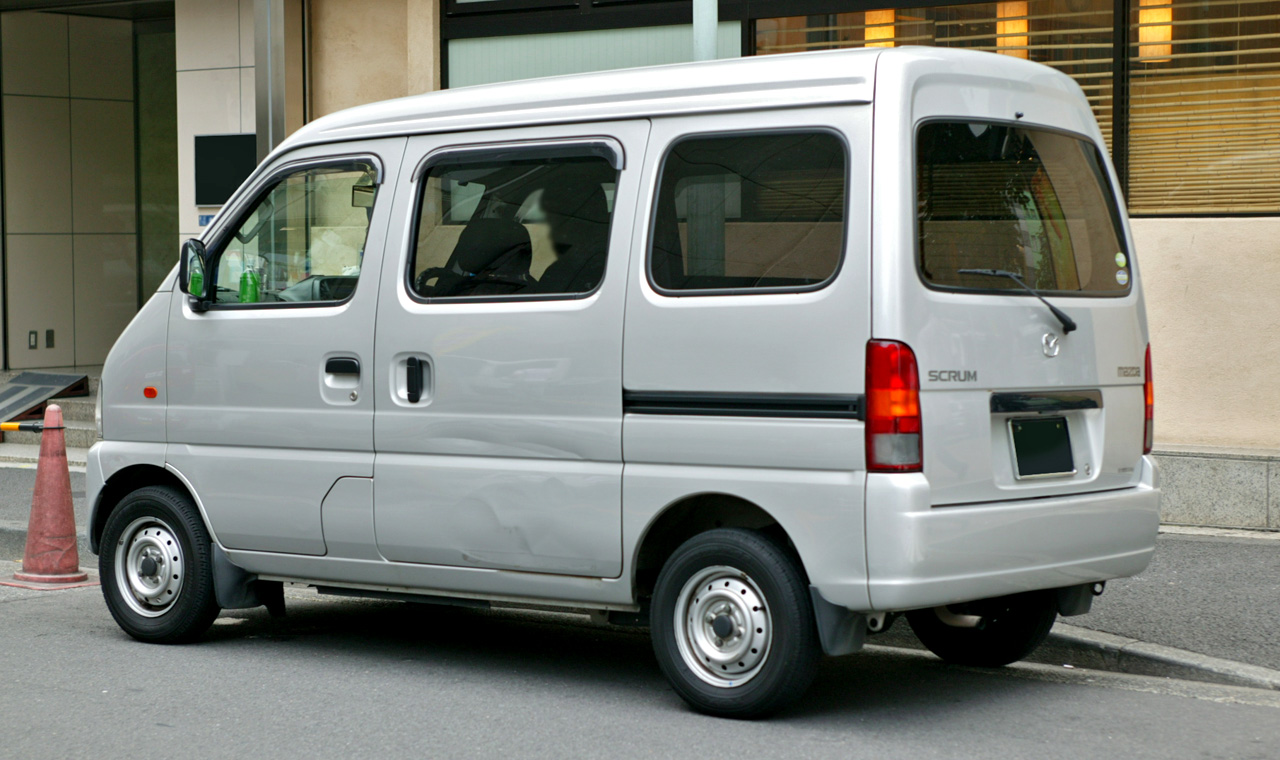
廂型車車尾
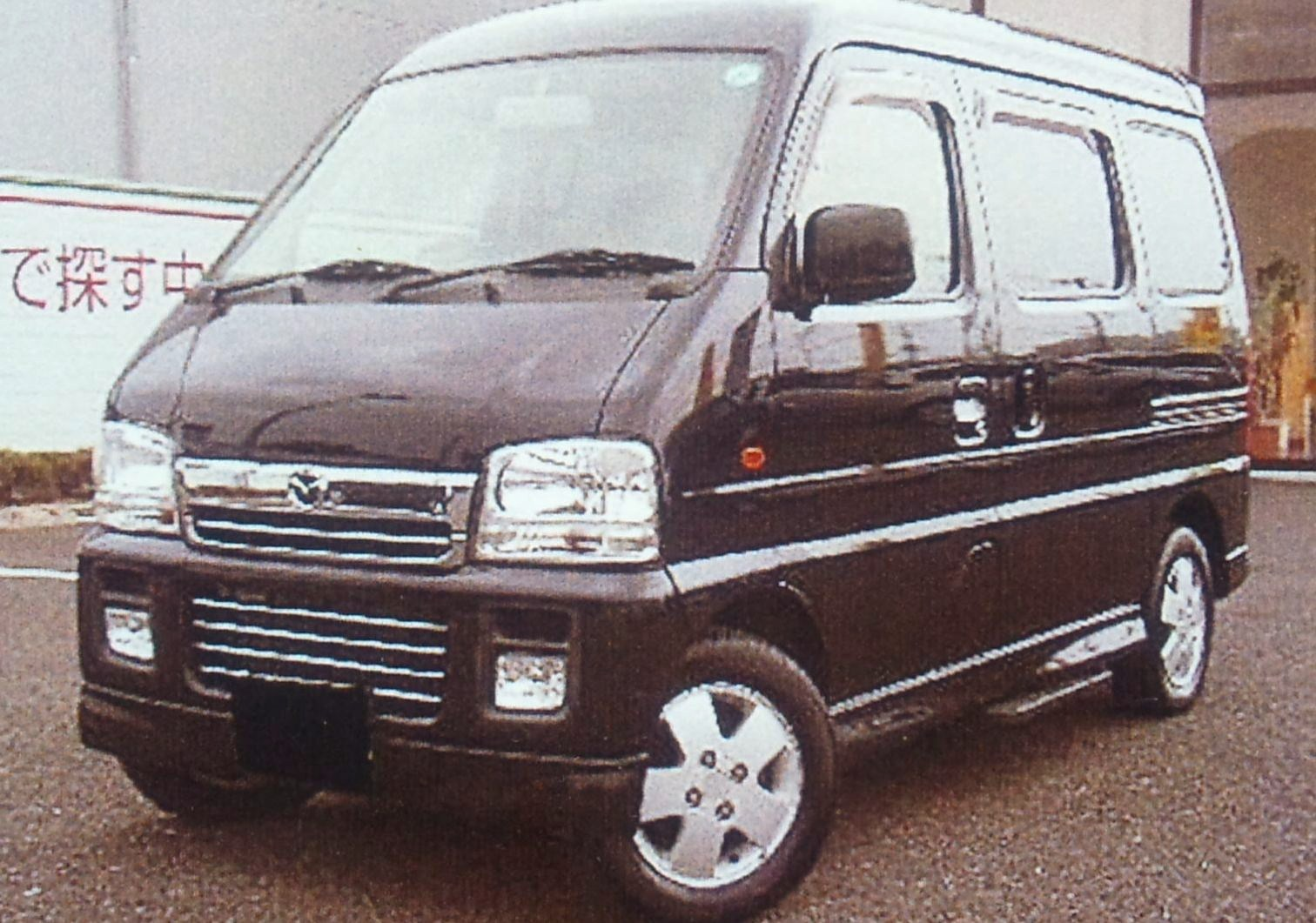
旅行車車頭
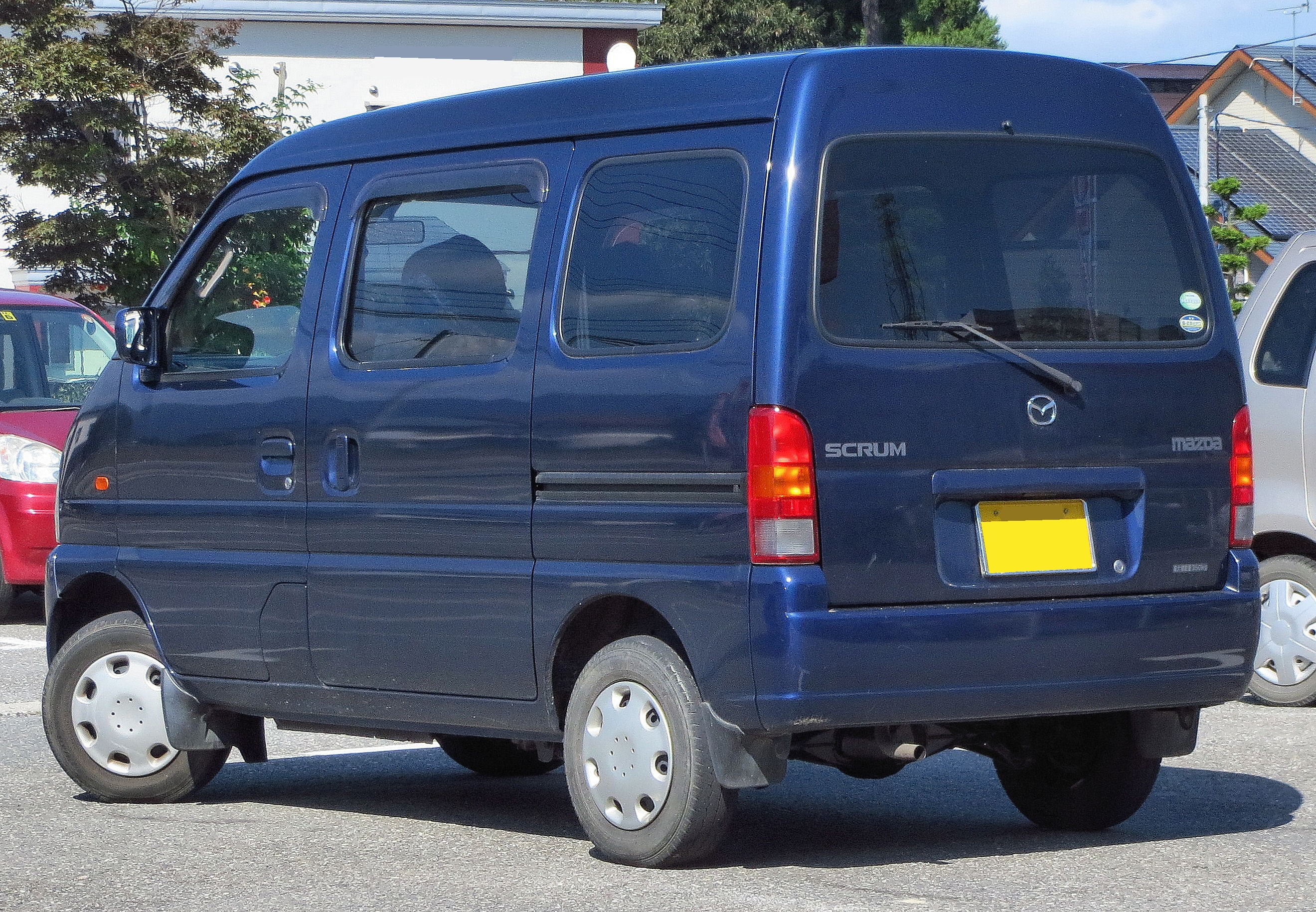
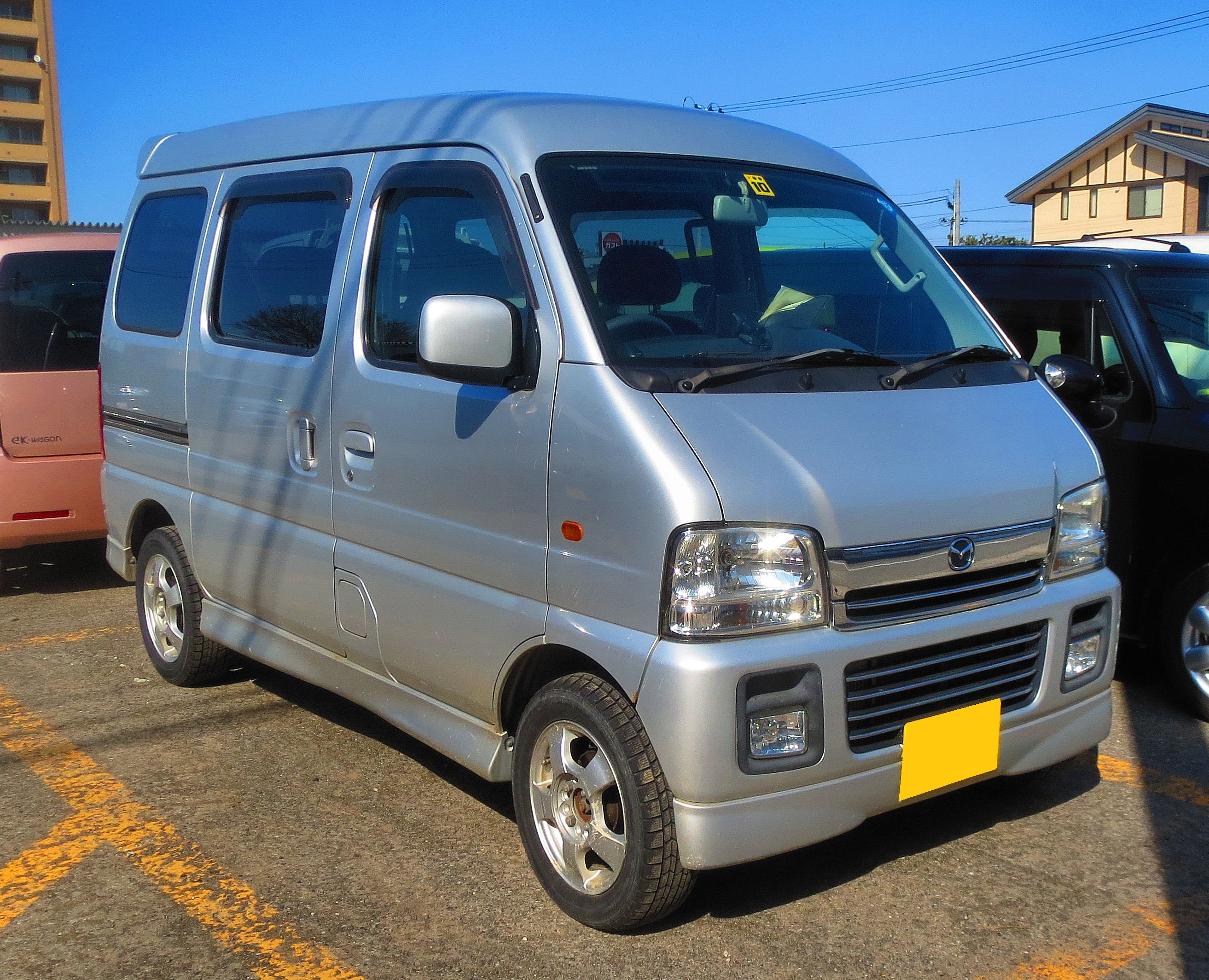

### 第四代（旅行車、廂型車：2005年-2015年；卡車：2013年迄今）
旅行車與廂型車型大改款，但卡車型繼續沿用第三代，直至2013年9月大改款。
2005年 - 9月13日大改款的第四代Scrum上市，動力有兩種選擇：657c.c.直列三缸K6A型DOHC引擎（最大馬力49ps）、657c.c.直列三缸K6A型DOHC渦輪增壓引擎附中冷器（最大馬力64ps）。旅行車與廂型車的助手席座椅可往前推倒，且後排座椅增加中央走道，提高了空間利用的便利性與多樣性。
2007年 - 7月30日變更各車型的座椅材質與顏色，「PZ Turbo」車型變更車頭進氣壩的設計。
2010年 - 5月25日將部分車型的前保險桿和進氣壩修改成運動化造型，且改用圓形霧燈。廂型車的三速自動變速箱修改其齒輪比，使得油耗表現變得更好。
2013年 - 4月17日因兄弟車鈴木Every小改款而隨之變更廂型車車型：修正引擎使油耗表現更佳、改變觸媒以提升廢氣、4WD車款改用環保輪胎等。同年9月20日大改款的第四代Scrum卡車車型發售，車頭從半平頭式改成平頭式，故車窗向前移動、車斗長度增至2,030mm。動力心臟改成658c.c.直列三缸R06A型DOHC引擎，除了重量更輕盈，油耗表現也更佳。此外為了應付農業用途而推出特裝車，加裝車頂、車斗圍柵之橡膠保護邊條、照明燈等配備。
2015年 - 卡車車型隨著兄弟車鈴木Carry部分改良，8月27日亦隨之發表。微調引擎以增進燃油效率，5AGS車型並將2速前進模式列入標配，可在未載貨、少數乘員的情況下獲得較平順的行駛。車體採用防銹鋼板，車斗二側增加掛勾以利固定物品，加大座椅彈簧以增進舒適性。

#### 安全性召回
2014年9月鈴木汽車進行大規模的安全性召回，包含2005年至2010年之間所製造的407,878輛鈴木Every、45,347輛馬自達Scrum等廂型車車型。由於空調系統的空氣導入口設計不良，導致風扇馬達芯軸受潮，最糟的情況可能因過熱引發火燒車。

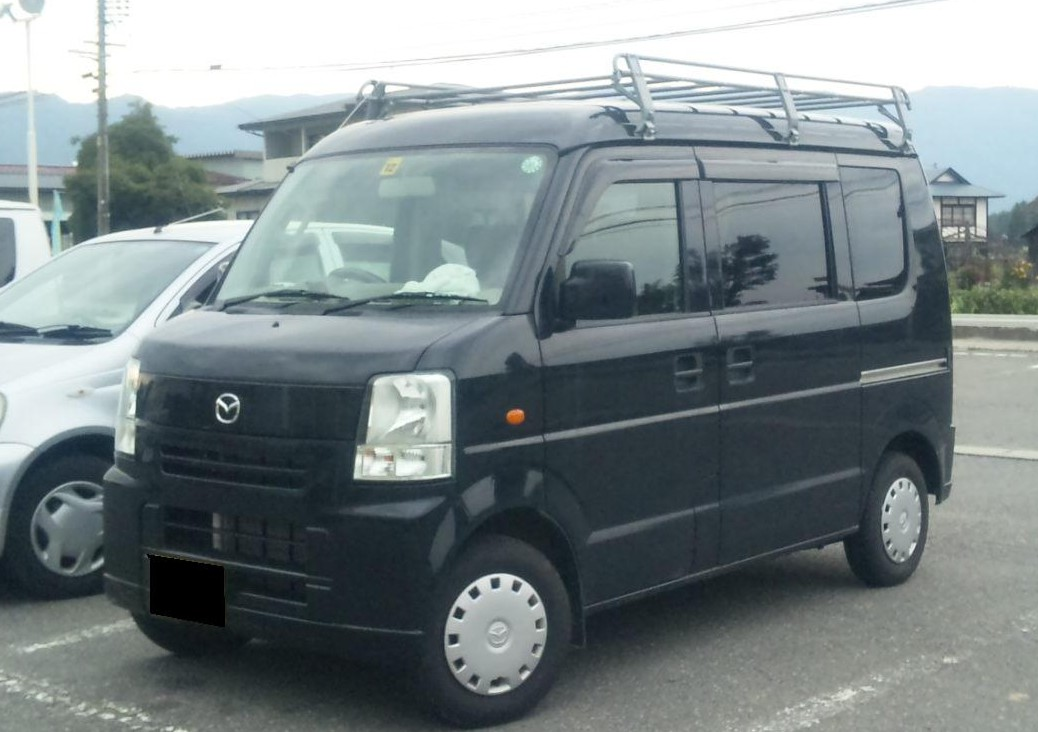
廂型車頭
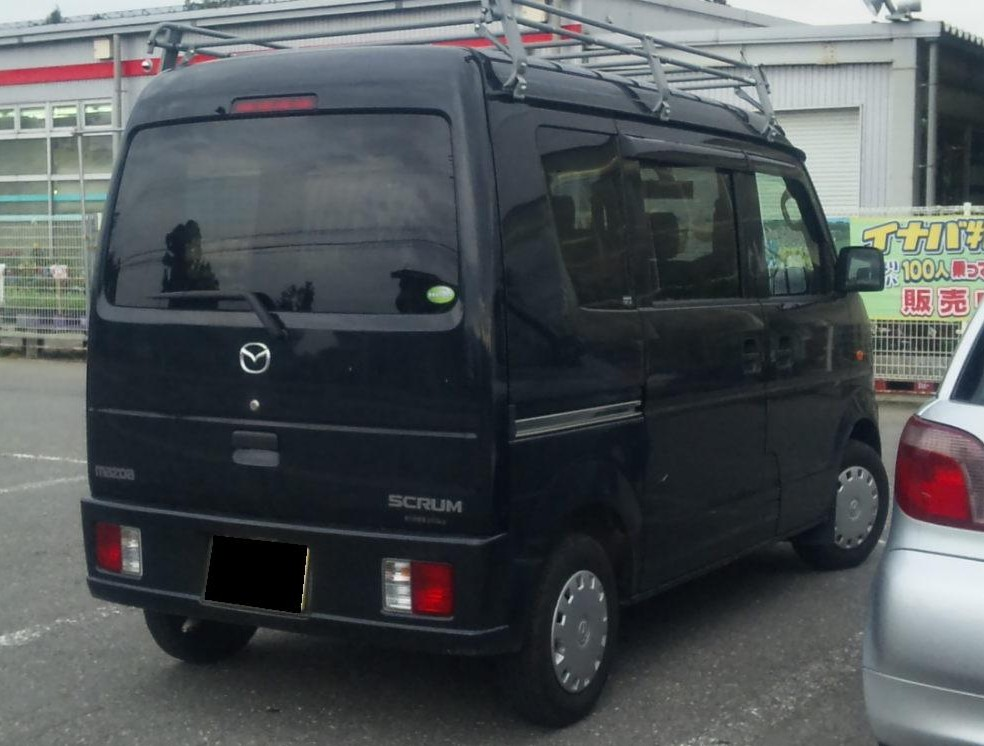
廂型車尾
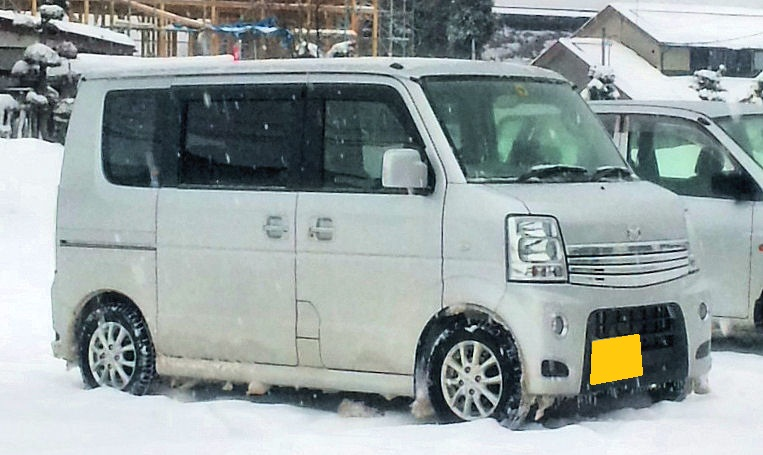
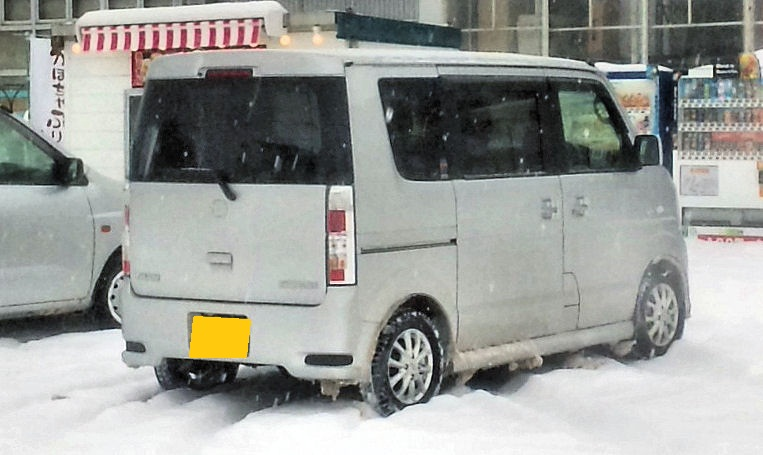
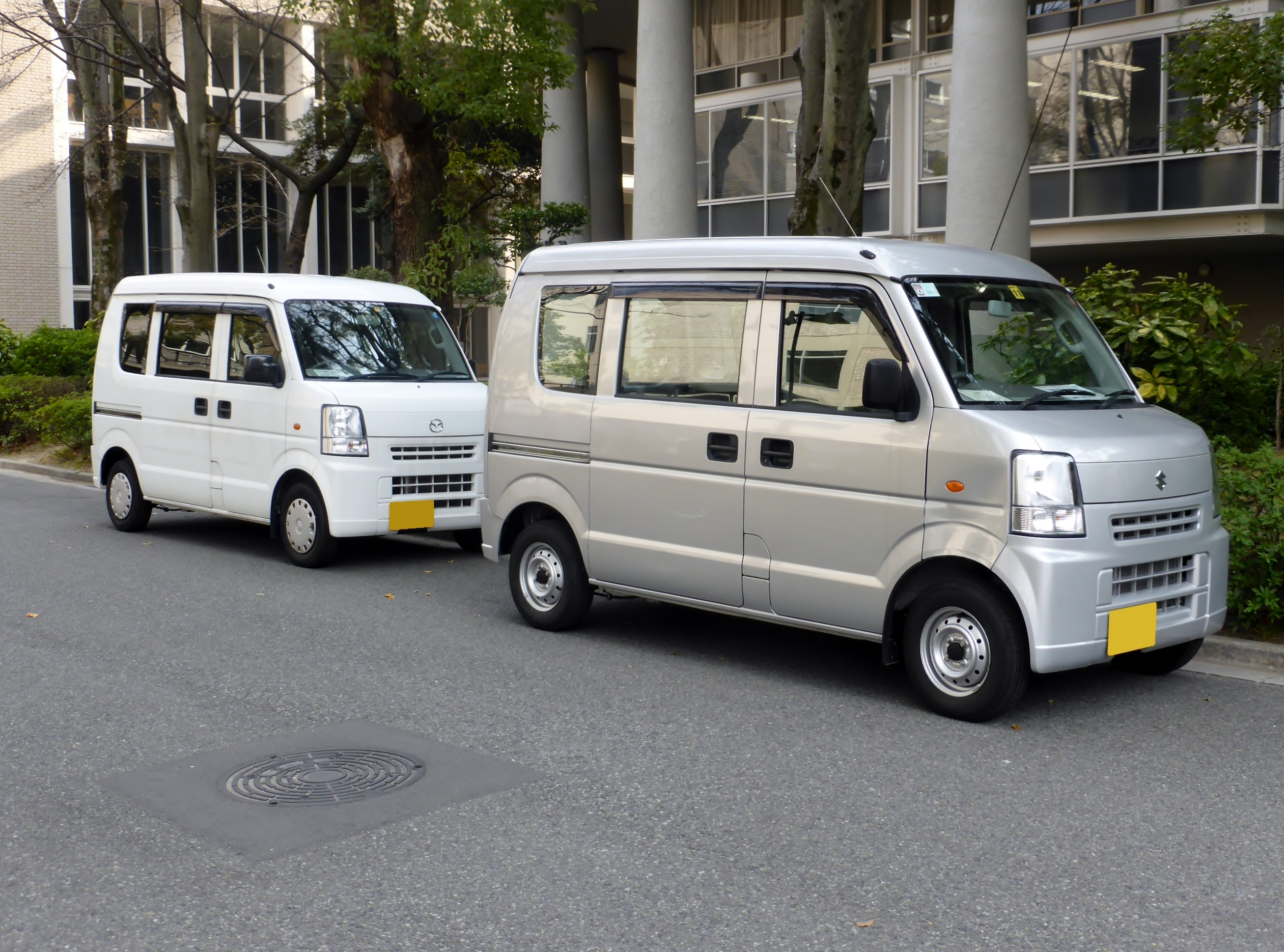
Scrum和兄弟車Every的車頭比較
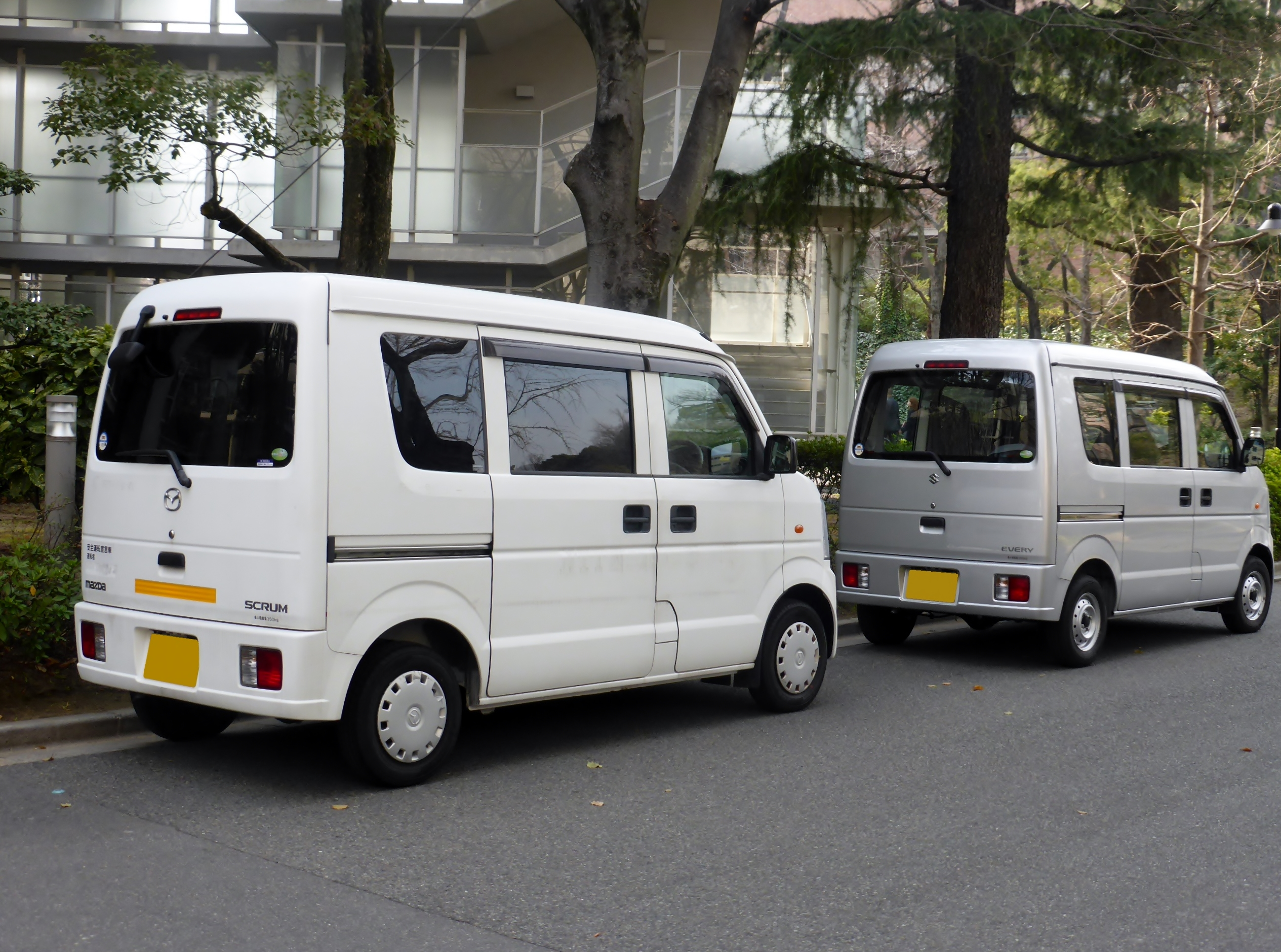
Scrum和兄弟車Every的車尾比較
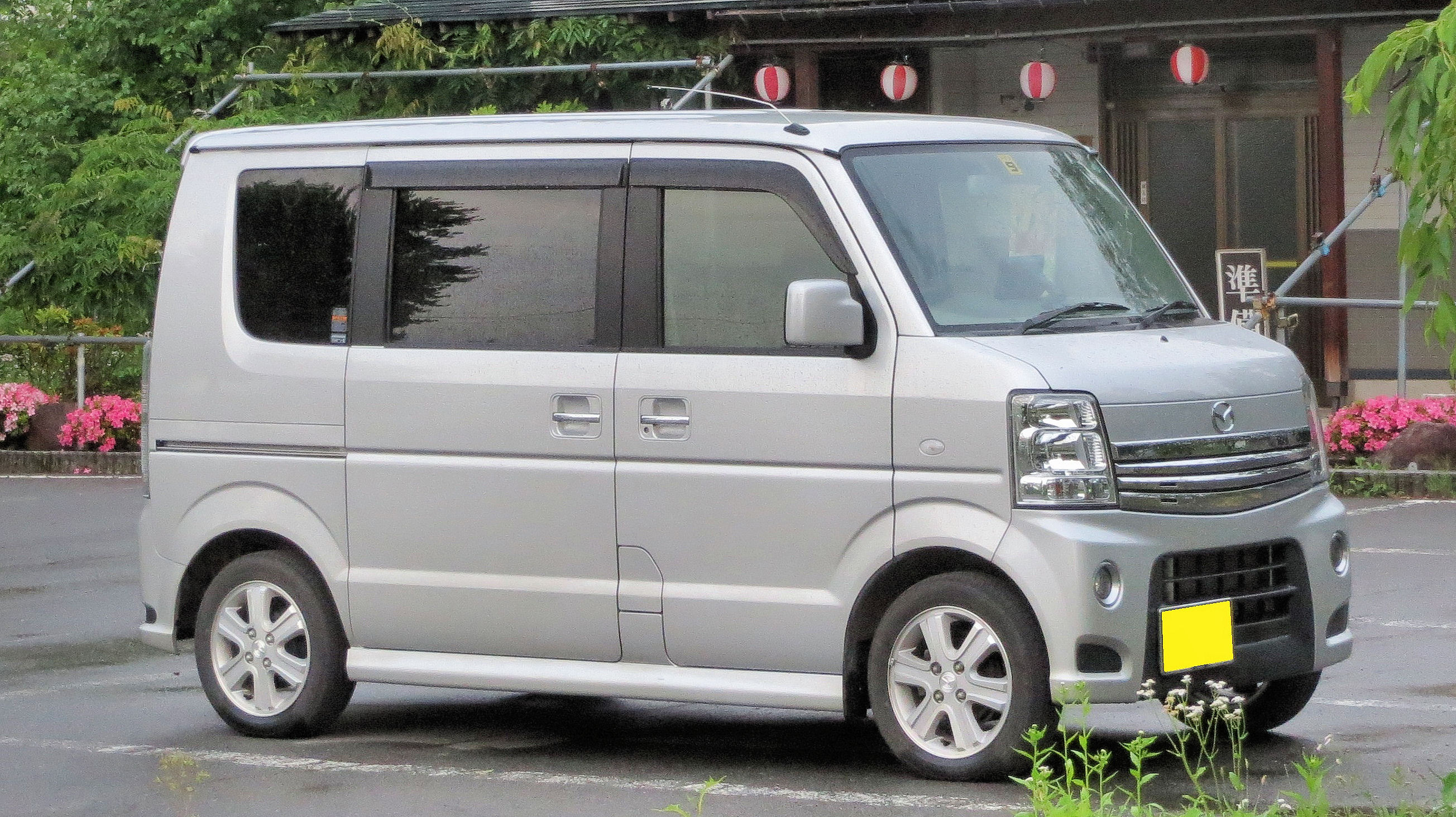
後期型車頭
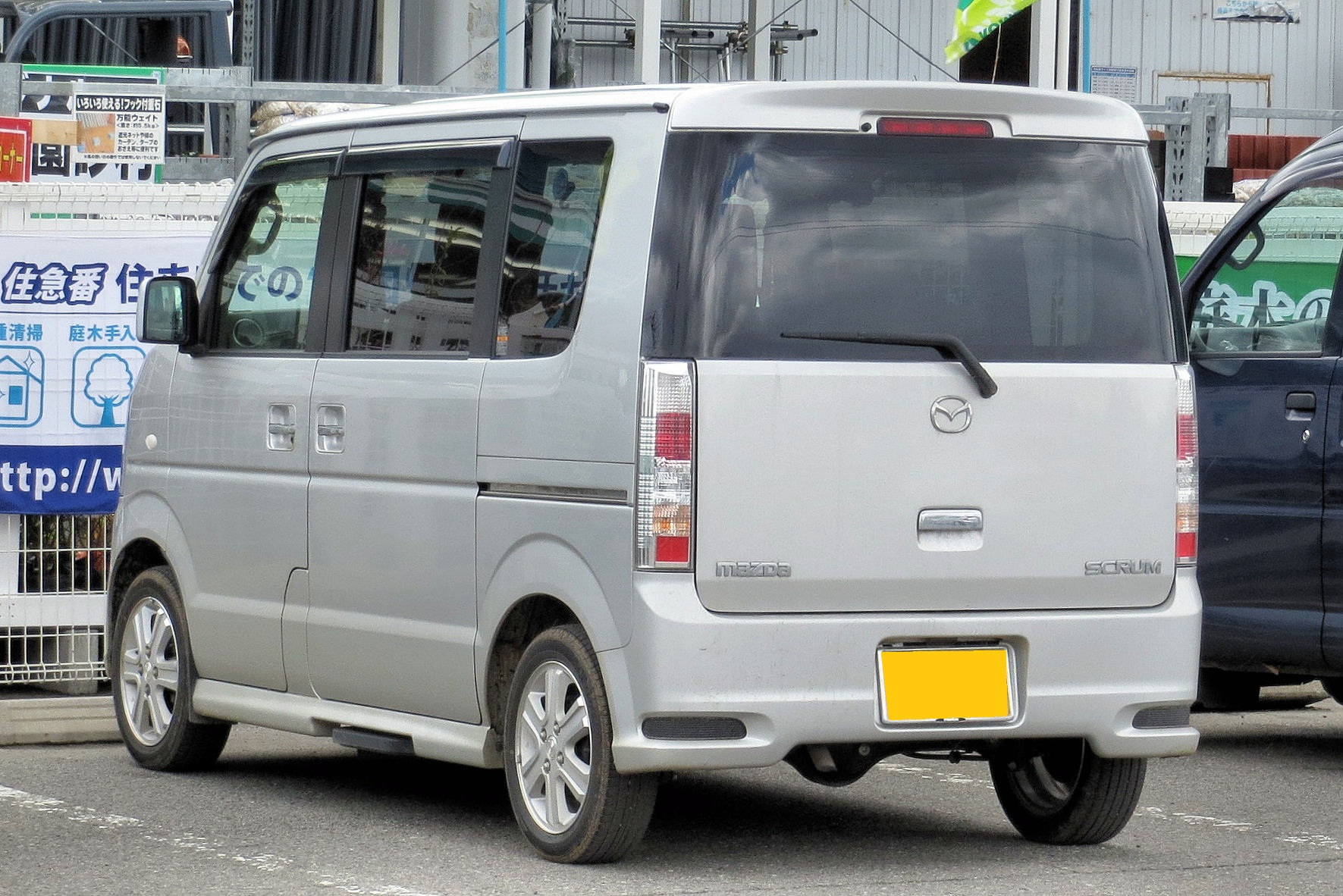
後期型車尾

### 第五代（旅行車、廂型車：2015年迄今）
2015年 - 3月5日第五代Scrum旅行車、廂型車二種車型（內部代號DG17型）正式發售，前者的車室空間比起前代更為廣闊，動力心臟改成658c.c.直列三缸DOHC R06A型引擎，具備49hp / 5,700rpm、6.3kg·m / 3,500rpm的動力輸出。全車系配置自動上鎖系統，時速超過15km/hr便自動鎖門；安全配備方面具備ESS緊急煞車警示系統、雷達剎車輔助系統、DSC車身動態穩定系統、TCS循跡控制系統等。
廂型車則是後門及其開口面積加大，同樣配置R06A型引擎，但變速箱從三速自排改成五速AGS自手排。安全配備方面同樣具備ESS緊急煞車警示系統、雷達剎車輔助系統、DSC車身動態穩定系統、TCS循跡控制系統等。
同年12月18日發表部分改良，PA車型的5AGS變速箱車將4W-ABS防鎖死煞車系統、斜坡起步輔助系統等列入標準配備。另外，以前者為基礎外加煞車輔助系統、
Keyless免鑰匙感應門鎖系統等，成為「PA Special」車型；而「PC Special」則以PC車型外加電動摺疊後視鏡、CD音響等配備。
2017年 - 5月25日廂型車部分改良，新設四速自排、5AGS自手排等，5AGS車型新增二段式起步模式，變更安全帶扣環形狀使得平整。

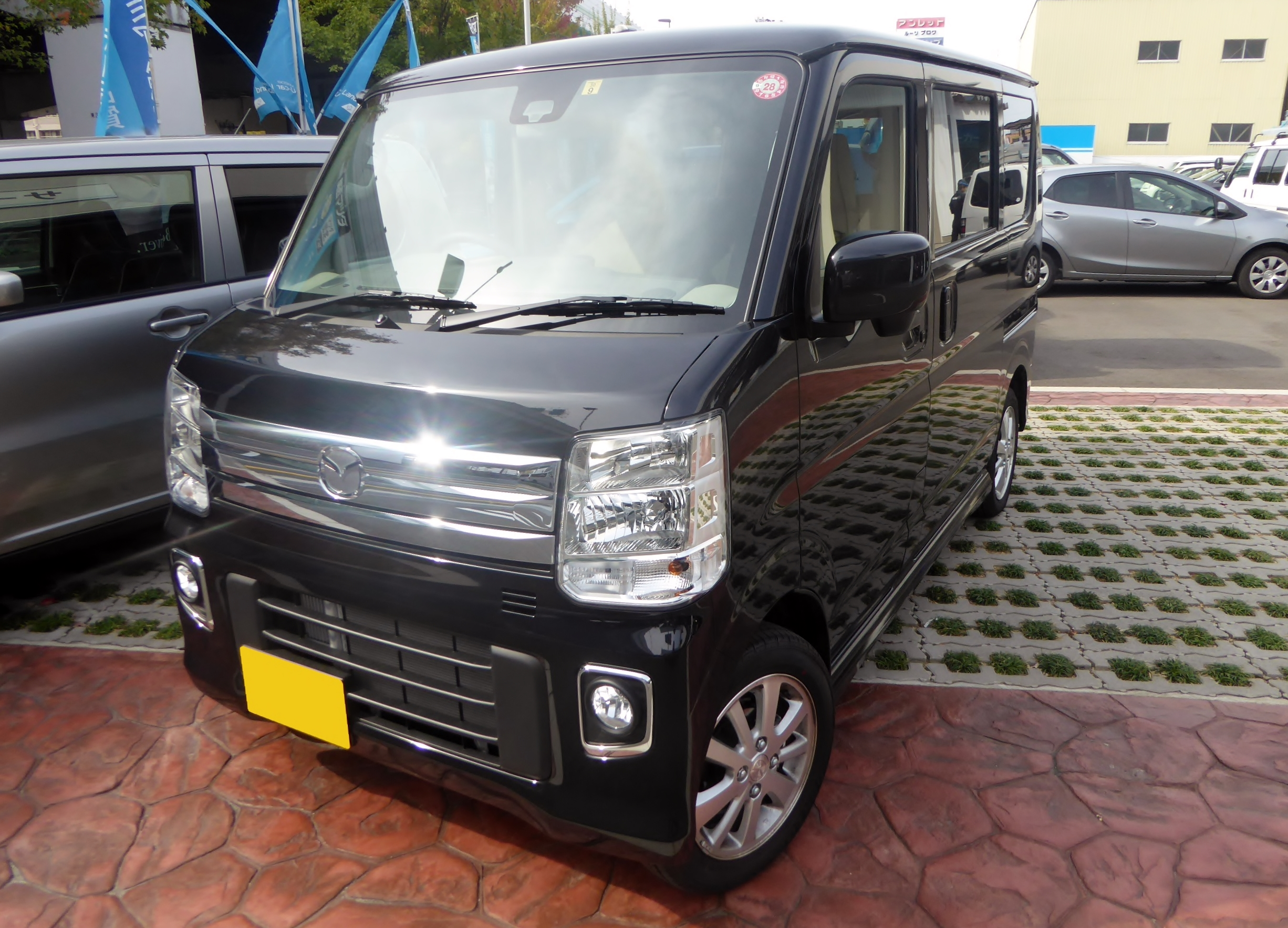
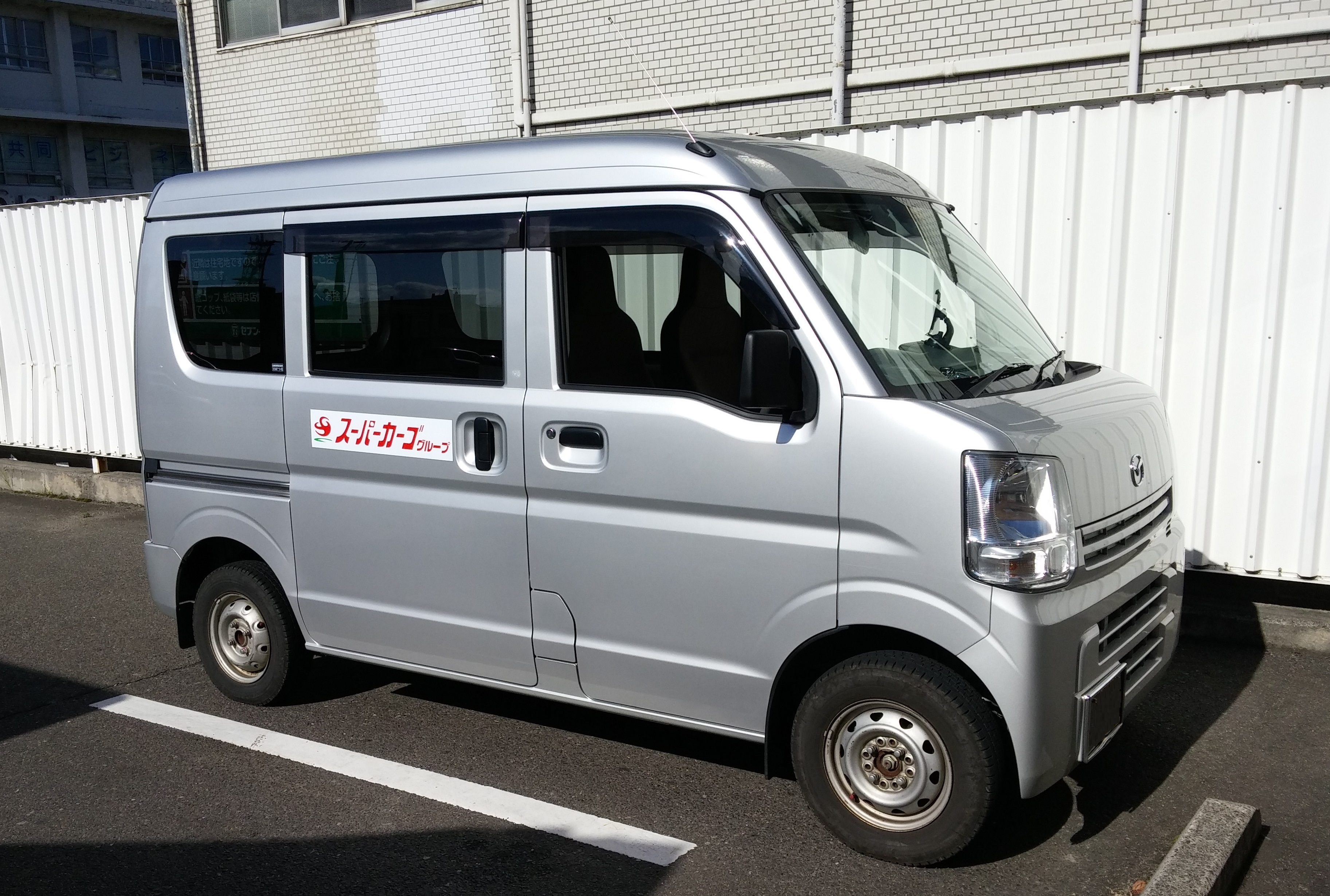

## 外部連結
- （日語）日本官方網站 - 旅行車型 （页面存档备份，存于）
- （日語）日本官方網站 - 廂型車型 （页面存档备份，存于）
- （日語）日本官方網站 - 卡車型 （页面存档备份，存于）